# غلوتاميت-1-نصف ألديهيد
غلوتاميت-1-نصف ألديهيد هو جزيء يتم تكوينه من الغوتاميت ويعد مادة بادرة (بالإنجليزية: precursor)‏ (مادة كيميائية تنشأ منها مادة أخرى بعد أن يطرأ تعديل كيميائي على هذه المادة البادرة) لكل من الأورنيثين (بالإنجليزية: ornithine)‏ و البرولين (بالإنجليزية: proline)‏.وهو يعد مركب وسطي في عمليات الأيض التي يخضع لها الحمض الأميني هستيدين
حيث تكون المادة البادرة المباشرة في هذا التفاعل هي حمض الفورميمينوغلوتاميك.